# Asociación de Guías y Scouts de Chile
L'Asociación de Guías y Scouts de Chile (Associazione delle Guide e degli Scout del Cile) è l'associazione scout nazionale del Cile.

## Caratteristiche principali
Si tratta di una associazione mista, riconosciuta dalle organizzazioni mondiali dello scautismo (Organizzazione Mondiale del Movimento Scout) e del guidismo (Associazione Mondiale Guide ed Esploratrici).
Nacque dall'unione di un'associazione scout e di una di guide, e pratica la coeducazione.

## Storia
L'associazione scout cilena, fondata nel 1909, è la seconda più antica del mondo. Il 26 marzo 1909 Robert Baden-Powell tenne una conferenza nel Salón de Honor della Universidad de Chile.
Il 21 maggio dello stesso anno, durante la prima uscita scout, Alcibíades Vicencio dichiarò la fondazione dell'Asociación de Boy Scouts de Chile. Nacque inizialmente come associazione laica e nazionalista (con molti dirigenti massoni. Nel 1930 nacque però un primo gruppo scout cattolico, a Viña del Mar, e nel 1954 nasce anche un'associazione cattolica, la Federación de Scouts Católicos.
Le prime guide si formarono nel 1913 a Rancagua. La loro associazione fu invece fondata nel 1935.
Nel 1974 le due associazioni maschili si fondono nell'Asociación de Scouts de Chile, e nel 1978 questa si unisce alle guide. Nasce così l'Asociación de Guías y Scouts de Chile nella sua forma attuale.
Nel 1998-1999 l'associazione organizzò il 19º Jamboree mondiale dello scautismo, a Picarquín, il primo jamboree svoltosi nel Sud America. Nonostante l'evento sia stato un successo, con oltre 30.000 partecipanti di 157 paesi (quasi tutti quelli in cui lo scautismo era presente all'epoca, ed il massimo mai raggiunto fino ad allora), l'impegno finanziario fu troppo grande per l'associazione, e i relativi problemi sono stati risolti solo dopo un decennio.

## Organizzazione
| Suddivisione in branche | Suddivisione in branche | Suddivisione in branche | Suddivisione in branche        |
| Nome branca             | Traduzione              | Fascia d'età            | Motto                          |
| ----------------------- | ----------------------- | ----------------------- | ------------------------------ |
| Lobatos/Golondrinas     | Lupetti/Rondini         | 7-11                    | Siempre mejor Sempre meglio    |
| Scouts/Guías            | Esploratori/Guide       | 11-15                   | Siempre listo Sempre preparato |
| Pioneros                | Pionieri                | 15-17                   | A servir Servire               |
| Caminantes              | Camminatori             | 17-20                   | A servir Servire               |
|                         |                         |                         |                                |

L'associazione ha quattro branche, secondo uno schema molto diffuso anche in altre associazioni scout di altri paesi.

## Metodo
Il metodo dell'associazione è basato sull'unione delle caratteristiche dello scautismo e del guidismo e sulla coeducazione.
Negli anni della dittatura di Pinochet l'associazione si diede molto da fare per il ripristino della democrazia in Cile e per il rispetto dei diritti umani, dando inizio ad un lungo cammino di impegno politico e sociale.
L'associazione ha un centro nel sud del paese che ospita bambini poveri, offrendo loro pasti, vestiti ed aiuto scolastico. Lo scopo finale del progetto è il miglioramento delle condizioni di questi bambini fino al punto di poterli far tornare nelle loro case.
Vi è anche un progetto per i quartieri più poveri di Santiago del Cile. Numerosi gruppi scout sono stati fondati per i bambini più poveri, ed offrendo loro anche pasti quotidiani, sfruttando le tecniche scout per insegnare loro delle abilità lavorative, per poter migliorare le loro condizioni di vita.
Ci sono anche dei programmi per i bambini portatori di handicap.
Nel campo della protezione civile, gli scout hanno gestito delle tendopoli per migliaia di persone dopo un terremoto.
Con i suoi 70.000 iscritti, è l'associazione di volontariato più numerosa del Cile.
Con l'organizzazione del 19º Jamboree mondiale dello scautismo l'associazione si aprì molto alla dimensione internazionale del movimento scout, fino ad allora meno sentita.